# Émile Riotteau
Émile Alexandre Riotteau est un homme politique français et armateur né le 18 décembre 1837 à Saint-Pierre-et-Miquelon et mort le 8 avril 1927 à Paris.

## Biographie
Armateur à Granville et à Saint-Pierre-et-Miquelon, Émile Alexandre Riotteau, fils de Michel Émile Riotteau († 1880), est juge au tribunal de commerce et membre de la chambre de commerce de Granville en 1881 et président de 1885 à 1923, maire de Granville de 1882 à 1888 et membre du conseil municipal durant 25 ans, conseiller général du canton de Granville.
Il est élu député de la Manche en 1876, et fut l'un des 363 qui refusent la confiance au gouvernement de Broglie le 16 mai 1877. Battu par le candidat de droite aux élections de 1877, il retrouve son siège en 1878, lors de l'élection partielle qui suit l'invalidation de son adversaire. Il est secrétaire de la Chambre de 1881 à 1885. À nouveau battu en 1885, il retrouve son siège lors d'une élection partielle en 1887. Il reste député jusqu'en 1906, où il est élu au Sénat et y reste jusqu'à son décès.
Il s'intéresse surtout aux questions agricoles et hippiques — une course lui est d'ailleurs dédiée à Vincennes : le Prix Émile-Riotteau. Il est notamment rapporteur du projet de loi adopté le 2 juin 1891 concernant la règlementation du pari mutuel. Il est président de la Société du Demi-Sang de 1898 à 1927, présidence sous l'influence de laquelle est créé le meeting d'hiver de Vincennes et son sommet, en 1920, le prix d'Amérique, en remerciement du sacrifice des États-Unis lors de la Première Guerre mondiale. Il a été membre du conseil supérieur des colonies, du conseil supérieur de la marine marchande et du conseil supérieur des haras.
De son père, il avait hérité du manoir du Sap à Saint-Pair-sur-Mer, près de Granville. Marié, il aura quatre enfants, dont Émile Jacques Riotteau, armateur également et dont le manoir deviendra la maison d'habitation.
Doyen d'âge du sénat, il meurt le 8 avril 1927 à son domicile rue de Sèze à Paris. Ses obsèques, solennelles, ont lieu à Granville le 12 avril 1927 où il est inhumé.